# Història del nacionalisme basc
Història del nacionalisme basc fa referència a l'evolució del nacionalisme basc des dels seus orígens fins a l'actualitat. Durant més de cent anys d'història s'ha subdividit en diferents corrents ideològics, uns de simplement culturals, altres de moderats que defensen des del regionalisme fins a l'independentisme, passant per l'autonomisme, i també alguns sectors minoritaris que defensen branques més extremes i fins i tot violentes.

## Origen del nacionalisme basc
El nacionalisme basc té els seus antecedents a finals del segle xviii, en la filosofia de Johann Gottfried Herder i el seu concepte de Volksgeist, («la voluntat del poble»), idea que posteriorment va ser seguida i desenvolupada per autors com Fichte i Schelling (vegeu nacionalisme basc).
Alguns autors es remunten a l'època de l'origen i l'esplendor de l'antic Regne de Navarra, en el qual veuen els orígens d'aquest moviment ideològic. L'alabès Landazuri parla, el 1780, de país bascongado. El 1801, l'investigador alemany Wilhelm von Humboldt va recórrer el país i el reconeix expressament com nació basca.
Deu anys més tard, el senador labortà Dominique Joseph Garat preconitza la formació d'un ""Estat Nacional Basc" amb els territoris d'ambdós costats dels Pirineus, la bandera i escut dels quals serien els de Navarra. Precisament serà la Diputació de Navarra la institució que, el 1864, convida a les altres tres a participar en un projecte mancomunat al qual denomina "Laurac bat" (quatre províncies unides en una sola) en record de la unitat dels quatre territoris de la Vascònia peninsular.

## Guerres Carlines

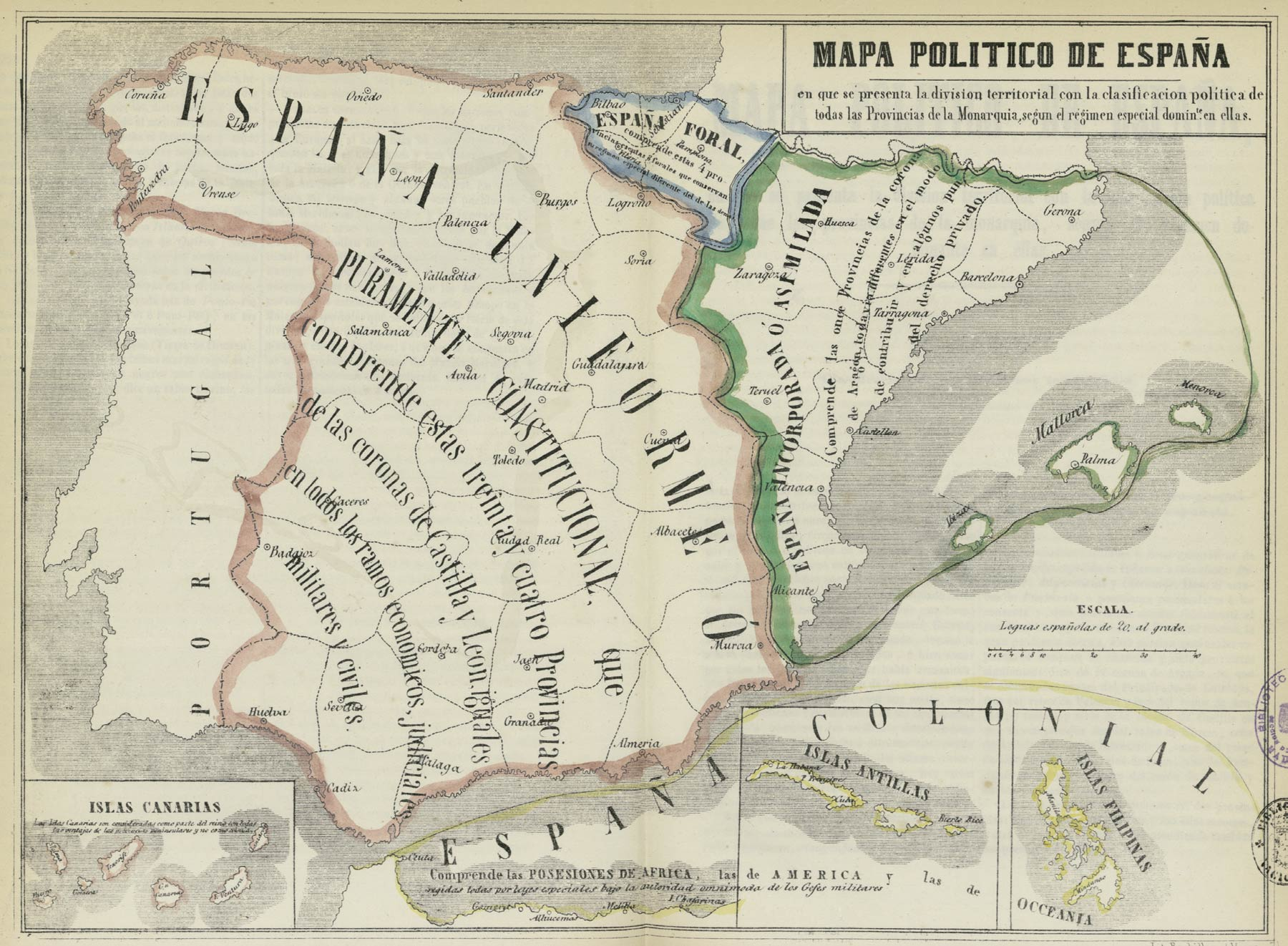
L'Espanya política el 1854, després de la Primera Guerra Carlina.

Després de la primera guerra carlina, els furs de les tres províncies basques queden pendents de reforma, sense arribar a derogar-se; mentre que el fur navarrès serà reformat entre les elits polítiques de l'antic virregnat i el govern del general Espartero. Sorgeix llavors el moviment dels "foralistes", generalment de cort liberal, que aposten pel manteniment sine die de l'estatus foral de les províncies d'Àlaba, Biscaia i Guipúscoa. No serà fins al final de la tercera guerra carlina quan Antonio Cánovas del Castillo derogui definitivament els furs bascos, en haver estat aquests utilitzats pels insurgents carlins com a bandera per a la seva causa amb gran acceptació entre la població rural dels territoris bascos.
El 1881, Pedro de Soraluce-Zubizarreta és l'autor d'una bandera d'Euskal-Erria (sic), vermella per Navarra i blanca per les tres Províncies Bascongadas, que desfila a París el mateix any, en un homenatge a Víctor Hugo. L'ensenya venia acompanyada d'una estrella daurada en cada angle, un escut amb els de les quatre províncies coronat per la corona reial, en cada caserna un cap de rei moro per a recordar el lauburu i el lema Laurac-bat sobre una cinta amb els colors d'Espanya, en record de la germanor basc-navarresa.

### Augustin Chaho
Joseph-Augustin Chaho, escriptor suletí nascut a Tardets-Sorholus el 1810 i mort a Baiona el 1858. És considerat com predecessor del nacionalisme modern, ja que en Viatge per Navarresa durant la insurrecció dels bascs el 1836, és a dir, durant la Primera Guerra Carlina, realitza una formulació explícita del nacionalisme basc. No obstant això, el llibre no va ser redescobert i traduït a l'espanyol fins al 1933 per part d'un membre de l'ala laïcista del nacionalisme basc (ANV), que buscaven algun referent protonacionalista exempt de l'integrisme catòlic de Sabino Arana. En aquest llibre, juntament amb altres texts, com els apareguts en els seus articles per al periòdic Ariel i en l'obra Paraules d'un basc als liberals de la reina Cristina Chaho, expressa els següents continguts, segons resumeix Eukeni Goyhentxe: 
| « | La independència basca es justifica per: la geografia; una frontera artificial divideix la unitat natural del poble basc; la llengua, que haurà d'ensenyar-se, la història, en la qual els bascos han ocupat un paper gloriós fins a l'arribada dels Bàrbars; el dret, els furs, que garanteixen la veritable llibertat i la veritable igualtat, contra el fals liberalisme que duu al despotisme, i contra el capitalisme %[…]. Contra la conspiració franc-espanyola predica la violència fins a la insurrecció armada, tret que una federació basca restauri els furs i agrupi als bascos entre França i Espanya | » |

Va ser periodista i va fundar i dirigir el periòdic Ariel, escriptor romàntic, investigador de l'euskera i hinduista. També va inventar la llegenda d'Aitor. El seu ideari a més d'expressar-los en els articles del seu periòdic, apareix en l'obra Paraules d'un basc als liberals de la reina Cristina. «És un socialista revolucionari, és pro-carlí perquè s'adona que els carlins defensen els furs i, per tant, la independència basca» segons resumeix la historiadora Eukeni Goyhenetxe. En una frase de Chaho: «La restauració de la nacionalitat vascona està encara bé lluny, sens dubte, però el seu dia arribarà.
Segons Jon Juaristi, ferm defensor de postures contràries al nacionalisme, que ha escrit sobre les quals denomina fantasies mitològiques en la qual s'assenta el nacionalisme basc original Chaho va ser un "mixtificador" però amb bons dots d'escriptor i "de notable imaginació per a recrear els mites", tan en voga durant el romanticisme. No obstant això, en opinió de Juaristi, la història i la cosmovisió que Chaho atribuïa als bascos és una mera adaptació dels mites aris, que els romàntics alemanys acabaven de reelaborar a partir de les traduccions de texts brahmànics i avèstics. Aquests textos alemanys van arribar a França a través de Charles Nodier, de qui Chaho va ser entusiasta seguidor abans de convertir-se en solitari promotor del protonacionalisme basc. A Chaho no se li va conèixer cap seguidor durant la seva vida, excepte el seu editor, l'impressor de Baiona Lesseps, i solament un segle després els seus textos van començar a ser llegits amb entusiasme al sud dels Pirineus per part del sector anticlerical del nacionalisme basc.

### Serafín Olave
Un dels primers a reclamar la unió política de part d'Euskal Herria, formada per les Províncies basques, Rioja, Navarra i Ultrapuertos va ser el liberal Serafín Olave que va elaborar un projecte de constitució que integrava el fuerisme i el federalisme, per "la patriòtica tendència a tan fraternal i convenient unió" entre aquests territoris.

### La Gamazada (1893)
Després de la perduda de la independència dels territoris forals, el Ministre Germán Gamazo y Calvo, va pretendre realitzar un canvi en el sistema financer de Navarra que l'assimilava al que ja existia en altres províncies. Això va crear un ambient preinsurreccional de gran tensió que juntament amb la Sanrocada, van provocar un auge progressiu del naixent nacionalisme basc.

## Sabino Arana Goiri

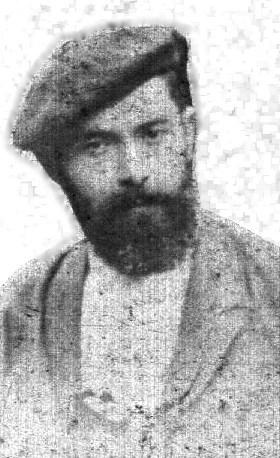
Sabino Arana.

Sabino Arana Goiri, al costat del seu germà Luis, és considerat el pare del nacionalisme basc. Procedeix d'una acabalada família profundament catòlica i d'orientació carlina, el que l'obligà a exiliar-se de la seva ciutat durant la guerra carlina juntament amb la seva família, en ser Bilbao un bastió liberal. Els germans Arana són els creadors d'alguns moderns senyals d'identitat basca: la "ikurriña" (avui, també bandera oficial d'Euskadi), basant-se en símbols representatius com la creu de Sant Andreu, i el substantiu Euzkadi, neologisme similar a "Euskal Herria". També és de la seva creació el terme aberri (pàtria) i la lletra de l'actual himne de la Comunitat Autònoma Basca. Algunes d'aquestes creacions van ser criticades per personatges com Miguel de Unamuno o Arturo Campión.
Arana va morir amb només 38 anys de vida, però en uns pocs anys va portar a terme una extraordinària i incessant activitat per la recuperació de la seva pàtria, a la qual creia ja gairebé perduda. Va ser perseguit judicialment pels seus rivals polítics per delictes d'opinió i empresonat injustament diverses vegades, perquè en la majoria de processos judicials va resultar absolt.
Analitzant la història i els costums ancestrals del poble basc reclamava el reconeixement d'aquest com nació sobirana, sostenint que la pervivència de la seva llengua (euskera) implicava forçosament que el sempre catòlic poble basc mai havia estat sotmès i mai hauria renunciat a la seva sobirania, que manifestada en els furs, suposaven un pacte entre nacions sobiranes que no era respectat per Espanya. Advocava perquè cada territori històric seguís el seu propi camí nacionalista i democràtic fins a la conformació d'una "Euskeria" catòlica i federal.
Un dels pilars del nacionalisme basc a l'origen, que és assenyalat com concepte identitari dels bascs, a més de la història, la religió i les tradicions, és l'existència d'una "raça basca" de parla basca, pura i aliena a barreges amb altres races, especialment l'"espanyola" a la qual Arana considerava com a invasora, deslleial, anticatòlica i, per això, especialment impura; una mica que va adaptar del nacionalisme romàntic europeu que va usar com base ideològica i que estava molt estès en la societat europea del moment. Ha de destacar-se que en aquesta època al·ludir al concepte "raça" era una mica normal i contínuament citat per intel·lectuals espanyolistes de l'època com Ramón Menéndez Pidal o Miguel de Unamuno i no tenia el matís pejoratiu actual, ja que fins a 1881 no va ser abolida l'esclavitud a Espanya, malgrat les reticències del llavors president Canovas del Castillo. Arana no va poder bé comprendre el canvi ocasionat en la seva terra després del sorgiment de la revolució industrial; en pocs anys la tradicional població basca havia estat desplaçada per l'arribada d'immigrants procedents d'altres províncies, triplicant en algunes zones a la població local; els forans van implantar els seus costums laïcistes, la seva ideologia liberal aconfessional i la seva llengua castellana, al que es va oposar amb fermesa el nacionalisme basc d'Arana, que defensava els ideals tradicionals, catòlics i fueristes i considerava que en poc temps, aquests nouvinguts, portarien la destrucció del poble basc tradicional, pensament pragmàtic que compartien els seus contemporanis.
Per a Arana, els invasors "maketos", eren l'encarnació dels mals que afligien a la pàtria basca; dita acabo
 utilitzat per Arana és d'origen preromà ("magüeto") i era usat en la província limítrofa de Cantàbria; després de la revolució industrial va ser utilitzat popularment en la zona minera biscaïna on els obrers bascs cridaven "makutuak" als arribats de l'exterior. Segons cita el mateix Arana, els quatre partits catòlics de l'època eren de tendència basquista: carlins, euskalerriacs, integristes i nacionalistes, estaven totalment d'acord que els immigrants eren els odiats invasors del territori basc que representaven físicament la destrucció de les maneres de vida tradicionals dels bascos, no per la seva condició de forans sinó perquè importaven idees que Arana i la resta dels citats partits consideraven contràries als costums bascos. Els "maketos" eren els genuïns representants de la mesquinesa espanyola i de la seva inferioritat ètnica i cultural. El "maketo" per a Arana personifica els seus dos grans dimonis: el secularisme (els obrers són en la seva major part gent que blasfema i s'enfronta a l'església), i la industrialització (que destruiala societat rural ideal d'Arana).
Segons manifesta Antonio Guerrero Torres, en els seus primers anys d'existència, el nacionalisme basc i el Partit Nacionalista Basc (PNB) com la seva expressió política, manté una relació de rebot visceral cap al liberalisme, fos aquest de signe conservador o progressista i, per això, Arana també es va enfrontar al recién creat Partit Socialista Obrer Espanyol (PSOE), que representava els interessos dels obrers forans que treballaven en la mineria i siderúrgia biscaïna. Per a evitar que els obrers bascos haguessin d'afiliar-se als sindicats "espanyolistes" per a defensar els seus interessos laborals, el nacionalisme basc va organitzar el seu propi sindicat, Solidaritat de Treballadors Bascos (ELA-STV), en l'òrbita del sindicalisme cristià —cosa que li va valer l'apel·latiu de sindicat "groc" en regir-se per la doctrina oficial de l'Església—, i es va enfrontar als sindicats socialistes i en menor mesura als anarcosindicalistes representats respectivament per UGT i CNT.
Segons l'historiador John Sullivan, en el seu llibre El nacionalisme basc radical: 1959–1986: «Tant la UGT com el PSOE eren activament anticlericals, per la qual cosa les seves doctrines es van considerar perilloses i immorals per gran part de la població catòlica basca». Arana, malgrat oposar-se als socialistes, és també anticapitaliste, no per consciència de classe proletària, sinó per considerar també el capitalisme com a expressió de la destrucció de les formes de vida tradicionals de la nació basca. Critica als capitalistes que «espremen a l'obrer», però en el seu pensament no deixa de tenir pes que aquests capitalistes són els liberals als quals ha combatut sempre, i que tenen en les seves mans tots els ressorts de l'estat del qual tant abomina.
És per això que inicialment Arana denomina "fenicis" als "euskalherrikos" de Ramón de la Sota, per anteposar els seus ingressos econòmics a l'esperit basc. No podem oblidar una idea clau en la ideologia aranista com és l'exacerbat catolicisme, present en les seves arrels carlines, i que contribueix, justifica i també suavitza les seves fins independentistes. Per a Sabino Arana el problema resideix en la concepció comunitària de la fe; la "Bizkaia" per la qual van lluitar els seus pares estava totalment perduda per a la fe de Crist; així, car el refugi de la fe ha de ser la nació biscaïna. Perquè els biscaïns puguin salvar-se col·lectivament com a poble, han d'independitzar-se dels espanyols, un poble que ha sucumbit al virus del liberalisme. A partir d'aquesta visió integrista (entenent per integrisme la visió íntegra de la fe catòlica de l'època), els germans Arana aixequen una ideologia que busca la salvació col·lectiva dels biscaïns en primer terme, per a acabar per estendre's a tots els bascos en particular. Altre factor d'unió del poble basc constituïa per a Arana la seva llengua comuna autòctona (euskera), i considerant el caràcter únic de l'idioma, ho va impulsar com barrera lingüística enfront del españolismo i es va fomentar la convicció que els bascos constituïen una raça a part; que eren, com va dir Orson Welles, una mica així com els indis als Estats Units.

### Partit Nacionalista Basc
El primer partit polític obertament nacionalista és el Partit Nacionalista Basc (EAJ-PNB) fundat per Sabino Arana en el context del corrent del romanticisme. que organitzativament va resultar nou per a la seva època en comparació dels partits tradicionals, que resultaven molt poc participatius i tenien una fèrria estructura de "partits de quadres", amb la sola excepció del citat PSOE.

Bandera creada per Sabino Arana el 1894.

Els Arana es van preocupar que el seu partit el formés una base social tenint com referencia els "batzokis", configurats com centres basquistes que constituirien una mica més que seus d'un partit. Aquests es van dotar d'un funcionament democràtic intern i participatiu entre els seus membres, qui tenien al principi restringida la seva afiliació, i fins i tot l'entrada, en virtut dels seus orígens genuïnament bascos. Eren els propis membres d'aquests centres els quals designaven als representants i càrrecs del partit. El 1895 es crearia el primer batzoki a Bilbao, i en l'actualitat existeixen gairebé dos-cents. Aquest partit comptava amb més suport en el mitjà rural que en les grans ciutats; certs autors assenyalen que, analitzant els electes nacionalistes d'aquesta època, es desprèn que pertanyien en la seva majoria a la classe mitjana, en la seva major part autònoms, de l'entorn rural.

## Inicis i expansió. 1895–1921
El PNB va ser constituït oficialment el 31 de juliol de 1895, triant-se al seu fundador Sabino Arana com a president (càrrec que va ostentar fins a la seva dimissió per motius de salut el 1903, any en el qual moriria). Els quatre partits catòlics de l'època, llegeixi's el nacionalista, el carlista, l'integrista i el dels "euskalerriacos" compartien el seu odi cap als "maketos", però Arana, acusava a tots ells de ser espanyolistes i, especialment retreia als "euskalerriacos" la seva falta de catolicisme veritable i de ser simples regionalistes
Els "euskalerriacos", d'ideologia burgesa liberal-fuerista, van ser liderats inicialment per Fidel Sagarminaga i a la seva mort el 1984 per Ramón de la Sota, industrial navilier, fundador de Drassanes Euskalduna, va arribar a ser nomenat en 1921 "Sir" pel govern Britànic i era una de les majors fortunes de l'època
La pugna i la unió entre els aranistes i "euskalerriakos" marcaria una fita en la vida del Partit Nacionalista Basc, perquè l'evolució al nacionalisme dels segons i el seu major acostament al PNB possibilitaria que, segons alguns autors, es produís a partir de 1898, una moderació dels postulats nacionalistes, un increment econòmic del PNB i l'accés a càrrecs públics i a la burgesia basca, car van donar la candidatura nacionalista de 1898 per la qual Sabino Arana va ser escollit Diputat Provincial, sent el mateix Ramón de la Sota escollit pel PNB diputat a Corts per Balmaseda el 1918, data de la major victòria electoral de PNB en aquesta època inicial.
El 1898 Sabino Arana és escollit Diputat de Biscaia pel districte de Bilbao; a les eleccions municipals de 1899, el PNB obté 5 regidors a Bilbao i el seu primer alcalde en la localitat de Mundaka. El 1904 el PNB té ja organització en 20 localitats biscaïnes i 5 guipuscoanes. El 1908 s'obté el primer diputat per Guipúscoa; no obstant això, és a les eleccions a les diputacions de 1917, on el partit aconsegueix la Diputació de Biscaia i arriba a major implantació a Àlaba, Guipúscoa i Navarra. A Navarra, la incipient ideologia nacionalista es fon en el "antic reyno" amb els principis fueristes dels partidaris carlins, creant en aquest territori un sentiment nacionalista peculiar, com es pot veure en els fets que van ocórrer a fins del segle xix a la Gamazada. Segons refereix Echave Susaeta en la seva obra El Partido Carlista y los Fueros, la regent Maria Cristina va consultar al general Martínez Campos per la possibilitat d'intervenir, i aquesta va ser la resposta del general: 
| « | Senyora: Si es tractés d'altra província, podíem pensar a imposar la llei general, emprant la força si calgués; si es tractés de Navarra aïlladament, encara podíem anar per aquest camí, però hem de comprendre que Navarra té al seu costat a les tres Vascongades, i que si s'apel·la per força contra aquella, faran causa comuna tots els bascos, i amb ells tots els carlins d'Espanya, que provocarien un aixecament en aquelles províncies per a donar-li caràcter general, i en tal cas s'encadenarà novament la guerra civil. | » |

El 1903, en record d'aquestes revoltes, es va erigir, a Pamplona, el Monument als Furs, que inclou expressament en les seves inscripcions el sentiment basquista dels navarresos. El 1910, van anar tres persones afins al nacionalisme basc, Arturo Campión, Julio Altadill i Hermilio de Olóriz, els quals van dissenyar l'actual bandera de Navarra, avui utilitzada com a instrument d'afirmació contra el basquisme.

## Primera dictadura i Segona República. 1921–1937
El 1921, el partit afronta la seva primera gran divisió escindint-se Acció Nacionalista Basca (EAE-ANV), considerat el primer partit nacionalista d'esquerres. Aquesta escissió es reconduïx poc després sense grans conseqüències perquè durant la Dictadura de Primo de Rivera (1923-1931) es va suspendre tota activitat política a Espanya; durant aquesta dictadura a més es van elaborar lleis "antiseparatistes" per les quals els delictes comesos contra la "unitat d'Espanya" serien jutjats per Tribunals Militars, es prohibeix la simbologia nacionalista (ikurriña, …) i a més s'inclou a les províncies basques en una nova divisió administrativa juntament amb les províncies no basques de Burgos i Logronyo.
Amb la Segona República espanyola (1931–1939) se celebren les eleccions de 1931, en les quals el PNB va formar llista electoral conjunta amb els carlins i altres forces catòliques per a participar en les eleccions, després de les quals, intentant aprofitar el buit legal existent, s'elabora un projecte d'Estatut Basc que no va ser aprovat i que expressava:
| « | Es declara que el País Basc constituïx una entitat natural i jurídica amb personalitat política pròpia, i se li reconeix com a tal el dret a constituir-se i regir-se per si mateix com Estat Autònom dintre de la totalitat de l'Estat Espanyol. | » |

Indalecio Prieto s'oposa a aquest estatut en considerar que fa de les tres províncies basques de facto «Un Gibraltar del Vaticà als Pirineus». El citat socialista basc i Manuel Azaña, llavors a càrrec del Govern d'Espanya, rebutgen de pla l'Estatut d'Estella. El PNB va defensar com mal menor una concepció federalista en una república que es plantejava un nou model d'Estat i, una vegada descartada aquesta possibilitat pel govern republicà, es va inclinar per impulsar almenys l'autonomisme.
Després d'intentar infructuosament la incorporació a aquest projecte de Navarra, s'elabora un nou estatut que és aprovat solament en l'actual C.A.V. el 1932 per 411.756 vots a favor, 14.196 en contra i 357 en blanc, però les eleccions generals espanyoles de 1933 suposaren un canvi de govern a Espanya cap a la dreta, que era contrària a la seva tramitació, i per això no va anar fins a les eleccions de 1936, en les quals es va imposar l'esquerrà Front Popular que es va efectuar la seva aprovació ja iniciada la guerra, nomenant-se primer lehendakari José Antonio Aguirre. Encunyarien moneda, amb permís del govern republicà i tindrien relacions internacionals pròpies.

## La Guerra Civil al País Basc. 1936–1937
Amb l'arribada de la guerra civil, el PNB no es decantaria per algun dels bàndols fins pocs dies abans de la revolta, posseint una major afinitat en la seva ideologia amb els revoltats. De fet la dreta no es va presentar a les eleccions al País Basc i, tenint en compte que la jerarquia eclesiàstica havia declarat al PNB com a partit catòlic, va propiciar conscientment la victòria nacionalista proposant l'abstenció (CT, URG), i fins i tot el vot nacionalista (DVA); finalment, malgrat les converses mantingudes amb els partits de dreta en el mes d'abril, a causa de l'oposició de la CEDA a un Estatut per al País Basc, després del desconcert i alguns dubtes inicials, el PNB s'alinea enfront de l'alçament amb les forces republicanes.
Així, el 19 de juliol de 1936, l'endemà de l'alçament, el PNB fa pública la seva postura mitjançant un comunicat publicat en el diari afí Euzkadi: «Davant els esdeveniments que es desenvolupen en l'Estat Espanyol, i que tan directa i dolorosa repercussió pogués arribar a sobre Euskadi i les seves destinacions, el Partit Nacionalista declara -salvant tot allò a què l'obliga la seva ideologia que avui ratifica solemnement- que plantejada la lluita entre la ciutadania i el feixisme, entre la República i la Monarquia, els seus principis li duen indeclinablement a caure del bàndol de la ciutadania i la República, d'acord amb el règim que va ser privatiu amb el nostre poble en els seus segles de llibertat».
José Luis de la Granja considera que l'actitud del PNB de Guipúscoa i Biscaia es caracteritza, en els primers moments per «el seu rebuig del cop militar del 18 de juliol i, en conseqüència, el seu suport al règim republicà, però sense massa entusiasme polític i amb una certa passivitat militar, palesa en la campanya de Guipúscoa. Más que fer la guerra, el PNB es preocupa de vetllar per l'ordre públic (especialment, la integritat de les esglésies i la vida dels presos, el que aconsegueix en bona part a Biscaia, però no a Guipúscoa».
A Navarra, on triomfa l'alçament majoritàriament, es produí una àmplia repressió política i són afusellats alguns electes nacionalistes (vegeu Víctimes de la Guerra Civil a Navarra). S'ocupen les seus del PNB de Pamplona, Villava-Atarrabia i Marcilla i, a les rotatives pamploneses on s'editava el periòdic nacionalista "La Voz de Navarra", s'imprimeix el periòdic editat pels revoltats, "Arriba España", i el president de l'organització navarresa del PNB i director, Jose Agerre, és empresonat. A Estella, després de l'alçament és afusellat el seu alcalde del PNB, Fortunato Aguirre, que havia participat activament en l'"Estatut d'Estella" i a més poc abans de l'alçament havia alertat dels preparatius que es portaven a terme per a la gestació del cop, que no foren escoltats. En aquesta ciutat el 25 de setembre de 1936, el Comandant Militar Ricardo Sanz de Iturria promulga un bàndol contra la cultura basca i el nacionalisme basc i, en particular, contra el PNB i el seu fundador:
Després d'haver intentat pactar amb la dreta a l'abril de 1936, el lehendakari Aguirre va arribar a un acord amb Indalecio Prieto i, en plena guerra, es va aprovar el 7 d'octubre l'Estatut Basc en una votació en la qual només van participar 50 diputats per l'absència de la dreta que donava suport als revoltats. ANV participa en el Govern del lehendakari amb el conseller d'Agricultura Gonzalo Nárdiz i amb el ministre sense cartera, Tomás Bilbao, substitut de Manuel Irujo en el Govern de Negrín. Amb la caiguda de Biscaia el 1937 i la rendició de part de les milícies basques en Santoña, finalitza aquest breu període d'autonomia moderna. El dictador Francisco Franco proclama a Biscaia i Guipúscoa "províncies traïdores" i els retira les últimes restes d'autonomia foral, al mateix temps que els manté a Àlaba i la Navarra.

### L'exili nacionalista
Després de la pèrdua dels territoris bascos el PNB i els seus dirigents comencen una nova etapa en l'exili, sol·licitant un suport internacional que mai es va fer efectiu.

## La dictadura de Franco. 1936–1975
La dictadura va practicar una brutal repressió dels perdedors de la guerra l'Informe elaborat en el 2006 pel Consell d'Europa en el qual es condemna el règim franquista i que evidencia que l'any 1940 el nombre de presoners per cada 100.000 habitants va ser gairebé tan alt com el seu equivalent a l'Alemanya Nazi (1.158 i 1.614 respectivament). Aquesta valoració es va realitzar solament tenint en compte les xifres proporcionades pel govern franquista, considerades subestimades per la generalitat dels historiadors.
Franco va pronunciar un discurs, el 1936, en el qual donava a conèixer el nou model social que seria implantat, molt contrari a les aspiracions nacionalistes: «Espanya s'organitza en un ampli concepte totalitari, per mitjà d'institucions nacionals que asseguren la seva totalitat, la seva unitat i continuïtat. El caràcter de cada regió serà respectat, però sense perjudici de la unitat nacional, que la volem absoluta, amb una sola llengua, el castellà, i una sola personalitat, l'espanyola» i novament la dictadura franquista va prohibir qualsevol exercici de política, de reunió, d'associació…, i va reprimir durament als partidaris de P.N.B. i, a més, per Decret de 23 de juny de 1937, va suprimir l'Estatut Basc i va declarar províncies traïdores Biscaia i Guipúscoa doncs «s'havien alçat en armes contra el Moviment Nacional», mantenia per a la "lealísima Navarra" la seva singularitat fiscal i administrativa, i declarava així mateix subsistent en la seva integritat el règim de concerts a Àlaba, «perquè ella no va participar en cap acte de rebel·lia»; aquesta normativa no va ser parcialment modificada fins al Decret Llei de 6 de juny de 1968, que va declarar suprimits els paràgrafs ofensius per a Guipúscoa i Biscaia, mantenint la resta del seu articulat, sent finalment derogat pel reial decret-Llei de 30 d'octubre de 1976.
Per l'Ordre de 21 de maig de 1938 i l'Ordre Ministerial de 16 de maig de 1940, també es van instaurar amidades per a acabar amb les manifestacions culturals basques: «…per exigències del respecte que devem al que entranyablement és nostre, com l'idioma, precisa desarrelar vicis de llenguatge que transcendint de l'àmbit parcialment incoercible de la vida privada, permeten en la vida pública la presència de modes amb aparença de vassallatge o subordinació colonial. És deure del poder públic, en la mesura que això és possible, reprimir aquests usos, que contribueixen a enterbolir la consciència espanyola, desviant-la de la pura línia nacional, introduint en els costums del nostre poble elements exòtics que importa eliminar…»
El 1938 neix la nova Llei de Premsa, vigent fins al 1966, que instaura la censura prèvia i sanciona tot escrit que: «…directament o indirectament tendeix a minvar el prestigi de la Nació o del Règim, entorpeixi la labor de Govern en el Nou Estat o sembri idees pernicioses entre els intel·lectualment febles».
Això va alimentar el sentiment anticentralista i antiespanyolista, fins a provocar el sorgiment de moviments terroristes posteriors. El 1963 Federico Krutwig publica la seva obra "Vasconia" en la qual advoca per un nacionalisme associat a la llengua i no a la raça "No hi ha dubte que és més basc un individu amb tots els seus cognoms castellans, gascons i francesos que utilitza correntment la llengua basca, que altre individu amb tots els seus cognoms euskalduns, que parli molt i malament d'Estats opressors però que no aprengui ni utilitzi la llengua basca en la seva vida quotidiana." (Federico Krutwig) El 1969, apareix "Euskadi ta Askatasuna" (ETA), que es defineix a si mateixa com resistència armada efectiva i organitzada de caràcter socialista marxista.
Actualment, hi ha un gran consens internacional sobre considerar ETA com organització terrorista, inclòs tant a estats sobirans com a organitzacions no governamentals pro-drets humans. En el període franquista, entre altres atemptats, ETA assassina al recién nomenat President de Govern, almirall Carrero Blanco. Era considerat com la persona capaç de donar continuïtat al règim franquista.

## La Transició
Després de la mort de Franco el 1975, Espanya inicia un camí de reformes democràtiques que inclourien el reconeixement d'autonomies diferenciades per a les diferents regions o nacionalitats. No obstant això a causa de la dispersió en multitud de partits de l'esquerra nacionalista el ràpid acord va aconseguir en altres províncies es demoraria més al País Basc i Navarra. Van ocórrer nombrosos episodis de violència, que van condicionar la transició política a Euskal Herria i especialment a Navarra. Així podem assenyalar diversos fets:
- la massacre de Vitòria de març de 1976.
- els fets de Montejurra al maig de 1976, que van ser organitzats des dels serveis secrets de l'Estat amb la denominada Operació Reconquesta.
- morts als carrers, amb especial referència a la setmana proamnistia de maig de 1977.
- i als sanfermines de 1978, fets que, com els altres, mai van ser jutjats.
- La persistència en les accions armades d'ETA també van marcar tota la transició.

Finalitzada la dictadura, alguns membres d'ETA van decidir abandonar l'organització i integrar-se en l'activitat política. No obstant això ETA va continuar amb la seva activitat, exigint els seus objectius polítics per mitjans violents. Els objectius podrien resumir-se en: aconseguir la independència d'Euskal Herria en un Estat unit, independent, "euskaldun" (unilingüe en la llengua basca) i socialista.

### La Union Autonomista de Navarra i el Front Autonòmic (1977)
A Navarra, els partits nacionalistes Partit Nacionalista Basc (EAJ-PNB), "Acció Nacionalista Basca" (EAE-ANV) i "Euskal Sozialista Biltzarrea" (ESB) es van unir en la "Unió Autonomista de Navarra" (UAN) que va anar una coalició electoral que es va presentar a les eleccions generals espanyoles de 1977 per a les Corts Constituents espanyoles per la circumscripció electoral de Navarra i tenien com punt programàtic comú la seva aposta per la integració de Navarra en el País Basc. La coalició electoral va ser la cinquena formació política a Navarra, quedant sense representació parlamentària, amb una mica més de 18.000 vots (6,99%), per darrere de la (UCD), (PSOE), UNAI i Aliança Foral de Navarra.
Les forces agrupades a UAN estaven integrades en el Front Autonòmic, al que també se sumava el PSOE, que es va presentar al Senat per Navarra i que va obtenir una acta de senador en la figura de l'històric dirigent navarrès del PNB, Manuel de Irujo. La unió del PSOE a aquest conglomerat nacionalista té la seva explicació que el PSOE venia de l'exili en el qual havia estat molt unit al PNB i, per això, després del Congrés que el partit socialista celebra a Sant Sebastià el 1977, arriba a un "compromís autonòmic" amb el PNB, acord que és subscrit al maig d'aquest any i pel qual ambdós partits van acordar presentar una candidatura conjunta al Senat en les eleccions generals de 1977, que va rebre la denominació de l'abans esmenat Front Autonòmic, per a impulsar-ne després l'aprovació d'una Constitució democràtica i d'un Estatut comú d'Autonomia para Alava, Guipúscoa, Biscaia i Navarra.

### L'Esquerra abertzale (1978)
El 1978, ANV es fusiona amb Euskal Sozialista Biltzarrea formant Euskal Sozialista Ekintza, però aquesta formació tindrà una vida fugaç i ambdues organitzacions tornaran a separar-se després de la crisi interna d'ESB i la seva adopció d'un ideari marxista. Els dolents resultats obtinguts per ANV i Euskal Sozialista Biltzarrea en les circumscripcions basques de Guipúscoa, Biscaia i Àlaba van forçar a aquests partits a buscar aliances amb altres petits partits nacionalistes d'esquerres, que van conduir a la formació d'Herri Batasuna el 1978, de tal forma que la coalició UAN no va tornar a reunir-se. En les eleccions legislatives de 1979, ANV i Euskal Sozialista Biltzarrea es van presentar com a part de la coalició Herri Batasuna, mentre que el PNB es va presentar en solitari.

### Divisions dins d'ETA
Ja en l'assemblea de l'organització ETA d'agost de 1973, l'entorn d'ETA s'havia dividit en dos blocs diferenciats: els militaristes i els obreristes. Aquests últims fundarien el "Partit Revolucionari dels Treballadors Bascos" (PRTV). En posteriors assemblees de l'organització i a la mort de Franco, ETA es torna a dividir en:
- ETA politicomilitar, procedents del "Front Obrer", que com els abans citats "obreristes" opten pel desenvolupament d'opcions polítiques en detriment de les militars i funden un partit esquerrà independentista dit "Euskal Iraultzarako Alderdia" (Partit per a la Revolució Basca, EIA) per a presentar-se a les eleccions de 1977. Després de l'amnistia de 1978 i el poc èxit d'EIA, molts dels seus membres més destacats passen a formar part d'altres partits com Euzkadiko Ezkerra (EE)(Esquerra Basca), que s'integrarà posteriorment en el Partit Socialista d'Euskadi (PSE). Dintre d'aquest sector es trobarien polítics com Mario Onaindia (EE).
- ETA militar, partidaris de la lluita armada, que agrupa als anomenats comandos "bereziak" d'ETA (pm). Aquest bloc comptarà amb el suport de la coalició Herri Batasuna (Unitat Popular) que arribarà a ser fins i tot la tercera força del País Basc i Navarra.

### Constitució espanyola de 1978
El text de la Constitució espanyola de 1978 és aprovat al Congrés l'octubre de 1978 per 325 vots a favor, 6 en contra (un diputat d'EE i 5 diputats d'AP) i 14 abstencions (entre elles les del PNB) i també és aprovat al Senat per 226 vots a favor, 5 en contra i 8 abstencions. Però calia un referèndum per a la ratificació del text que es va celebrar el 6 de desembre de 1978 i, en total, en l'Euskal Herria peninsular, va ser aprovat pel 69% dels votants, que equival a un 31% del cens. Els vots en contra van ser el 24% dels votants (11% del cens). L'abstenció va ser del 55%. El PNB (i la resta de partits nacionalistes bascos) van ser formalment exclosos de les negociacions del text constitucional, pel que el PNB va donar l'abstenció en aquesta consulta. Contra la constitució sol·licitaven el vot els partidaris de la dreta espanyolista (Aliança Foral de Navarra) i els de l'extrema esquerra nacionalista. La constitució incloïa una encara polèmica disposició transitòria quarta per la qual, malgrat estar prohibida la unió o federació de comunitats autònomes, Navarra podia incorporar-se a la CAV, si així ho decideix en referèndum. Alguns autors assenyalen aquesta disposició com una concessió de la UCD al PNB.

### Estatut d'Autonomia
El nou estatut d'autonomia va ser aprovat pel 90% dels votants, que equival a un 53% del cens. Els vots en contra van ser el 5% dels votants (el 3% del cens). L'abstenció va ser del 41%. BOE núm. 269, de 9 de novembre de 1979. El nivell d'autonomia del País Basc és el més alt de tota la Unió Europea juntament amb Bèlgica quant a regions nacionals dintre d'un Estat. No obstant això, per als nacionalistes bascos, l'actual estatut no satisfà les seves aspiracions atès que no consideren que el País Basc o Euskadi sigui una regió, sinó una nació, pel que reclamen el dret d'autodeterminació sobre la continuïtat o independència d'Espanya. A més la major autonomia que gaudeix, moltes vegades és més teòrica que real, ja que, després de més de vint anys de desenvolupament estatutari i de govern nacionalista, encara falten més de 40 transferències per a completar el referit Estatut i, malgrat tenir transferides nombroses competències del govern espanyol, la normativa que les regula és estatal i el Govern Basc es limita solament a executar el disposat per l'Administració de l'Estat.

### "Amejoramiento del Fuero" a Navarra (1982)
La Diputació Foral de Navarra va quedar constituïda per 7 diputats forals (4 d'UCD, 1 del PSOE, 1 de HB i 1 de.I.M), després d'unes eleccions celebrades el 3 d'abril de 1979, que van reflectir la divisió en tres terços que actualment existeix en la societat navarresa, corresponent un d'ells a l'opció del navarrisme-espanyolista d'UPN, altre terç a la postura canviant del PSOE i el tercer a l'opció del navarrisme-basquista de tendència esquerrana. Encara que s'ha de tenir en compte que, per aquella època, el PSOE navarrès formava part de la federació basca i propugnava inicialment la unió entre Navarra i la CAV i, més concretament, el dret dels navarresos a decidir la seva incorporació, que considerava salvaguardat amb l'esmentada disposició transitòria quarta de la Constitució espanyola de 1978.
El cens d'electors fou de 365.080 navarresos, la participació el 70,76% i les abstencions el 29,24%. La distribució d'escons i vots va ser la següent: UCD 20 escons (68.040 vots), PSOE 15 (48.289), UPN 13 (40.764), HB 9 (28.244), Agrupacions Electorals de Merindad-AEM 7 (17.282), Nacionalistes Bascos 3 (12.845), Partit Carlista 1 (12.165), Unió Navarresa d'Esquerres-UNAI 1 (7.419) i Agrupació Electoral Independents Forals Navarresos-IFN 1 (3.729). Altres partits i agrupacions electorals que no van assolir representació parlamentària van recollir en el seu conjunt altres 15.100 vots. Poc després, al desembre de 1979, la Comissió de Règim Foral del Parlament de Navarra rebutjà una moció presentada per Euskadiko Ezkerra (EE) que proposava la incorporació de Navarra a la CAV.
La Diputació Foral va ser presidida per Jaime Ignacio del Burgo (UCD), que va ser destituït el 1980 sota acusacions de corrupció i substituït per Juan Manuel Arza, també d'UCD. Aquesta destitució no es va realitzar reglamentàriament pel que del Burgo va tornar breument el 1984 a la presidència. Navarra no va tenir un Estatut com la resta de les autonomies i tampoc el text que feia les seves vegades, la "Llei de Amejoramiento del Fur" de 1982, no va ser ratificat en referèndum. En cas que Navarra decidís la participació en un Estatut conjunt amb les altres tres províncies basques peninsulars, caldria de dos referendums. Un per a ratificar la decisió del Parlament de Navarra d'incorporació i altre per a ratificar el nou Estatut conjunt. Per tant, l'acord de març de 1982 sobre el seu contingut es va convertir en la Llei Orgànica de Reintegració i Amillorament del Règim Foral de Navarra (LORAFNA), promulgat el 10 d'agost de 1982, després de la seva aprovació per la Diputació i el Parlament de Navarra, i pel govern general d'Espanya i les Corts espanyoles. La raó d'aquesta especificitat de Navarra que no havia sotmès el seu Estatut a referèndum, es va buscar en l'argument que era una Llei que reintegrava a Navarra la Llei Paccionada de 1841, que va anar precisament la qual va reduir els seus furs després de les guerres carlines i la va convertir en una província, quan fins a aquestes dates havia continuat sent un regne.

## El desenvolupament autonòmic: 1980–1998
El PNB lidera el Govern Basc des de 1980, unes vegades en solitari, altres en coalició amb el PSE, Eusko Alkartasuna (EA), partit sorgit d'una escissió del mateix PNB o Izquierda Unida (IU), donant suport també mitjançant pactes pressupostaris i d'investidura els governs centrals populars i socialistes. En les eleccions generals el PNB és la força majoritària i obté el 26,9% dels vots i en les eleccions basques d'abril es constata el fort creixement del PNB, la irrupció del "nacionalisme radical" representat per Herri Batasuna, la pèrdua d'una important quota electoral del PSOE i els escassos resultats de la UCD i Carlos Garaicoechea ocupa el càrrec de la presidència del Consell General Basc. Celebrades les primeres eleccions autonòmiques el 1980, van donar lloc a l'elecció de lehendakari en la persona de Carlos Garaikoetxea (1980–1985)
El PNB aconsegueix el 38,8% dels vots vàlids emesos, seguit d'Herri Batasuna, amb el 16,5%, i del PSOE, 14,2%. Des de llavors el PNB governa la comunitat autònoma del País Basc; en solitari en el període (1980–1986) i a través de diversos pactes des de llavors. El 29 de desembre de 1980 es reinstaura el model tributari del "Concert econòmic" i comença la transferència de competències del Govern d'Espanya al Govern Basc. El 1981, una sèrie de successos amenacen seriosament l'autonomia basca el fallit cop d'estat del 23 de febrer i la consegüent promulgació de la LOAPA (Llei Orgànica per a l'Harmonització del Procés Autonòmic) que reconduïa el desenvolupament de les autonomies.
El 1982, el PSOE de Felipe González arriba a la presidència del Govern espanyol romanent fins a 1996, encara que al País Basc continua l'hegemonia nacionalista moderada i radical, arravassant el PSOE el vot a UCD, Aliança Popular (AP) i el Partit Comunista d'Euskadi (PCE). Malgrat la resistència socialista a la realització de transferències el PNB, impulsa el desenvolupament de l'autogovern basc i crea el seu propi servei de Salut ("Osakidetza") aprova l'Estatut de les ikastolas, comença a emetre la seva pròpia ràdio i televisió (EITB), que va iniciar les seves emissions el 27 de desembre de 1982, la seva pròpia policia (Ertzaintza). Aquest govern va resistir la "reconversió industrial" que es va iniciar des de 1982, rebent-se ajudes per a la reindustrialización per import de 88.012 milions de pessetes.
En les eleccions autonòmiques celebrades al febrer de 1984 va resultar vencedor el PNB que va obtenir els seus millors resultats electorals fins a la data, 42% dels vots emesos, seguit del PSOE amb el 23%, Herri Batasuna amb el 14,6% i EE el 8%. La progressió socialista va ser notable així com pobríssima l'embranzida electoral mostrat per la dreta espanyolista, 9,3%. Resultats que tendencialment reproduïxen els obtinguts en les eleccions forals i locals de maig de 1983. Pel 1985, en plena crisi política del PNB, l'economia basca se situava en unes coordenades entre les quals sobresortien l'altíssima taxa d'atur, un creixement econòmic ralentit, l'impacte de la introducció de les noves tecnologies, la fi de l'anterior ona de creixement expansiu, i l'obertura a la competència internacional.

### Desenvolupament de l'Esquerra abertzale
Els anys vuitanta van ser una època molt delicada al País Basc i per diverses circumstàncies es va crear un brou de cultiu propici per a la continuació de la violència terrorista.
- La crisi econòmica va desestructurar la societat basca i va generar alts nivells d'atur i perduda de poder adquisitiu de la població agreujada per l'increment de natalitat. Es calcula que en tot Espanya es van perdre més de dotze milions d'ocupacions.
- La marginalitat va augmentar especialment en els suburbis de les zones industrials i amb ella el consum de drogues de gran mortalitat com l'heroïna.
- La transició política, degut en part a la dispersió política de l'esquerra nacionalista basca, es va alentir en comparació d'altres zones.
- Les campanyes de major virulència terrorista d'ETA, van ser contestades mitjançant la creació d'un pla d'increment de la pressió policial, denominat "Zona Especial Nord" (ZEN) i per mitjà de l'impuls d'activitats de terrorisme governamental, que es van veure incrementades després de l'inici dels GAL en accedir el PSOE al govern en 1982.

### La guerra bruta
Si bé ja abans existien certes tècniques d'antiterrorisme il·legal, durant la dècada dels 80 el govern socialista es va veure implicat en la "guerra bruta" practicada pels GAL, que va cometre atemptats i segrests que van ser perpetrats en la seva majoria per mercenaris francesos contractats per policies espanyols, finançats amb fons reservats, i organitzats des del mateix Ministeri de l'Interior, a través de responsables de la lluita antiterrorista del País Basc. El juliol de 1983, el Servei d'Intel·ligència Espanyol CESID elabora l'anomenada "acta fundacional" dels GAL en la qual s'examinava la possibilitat de portar a terme accions de "guerra bruta" al sud de França davant la falta de col·laboració en la lluita antiterrorista i s'afirma la seva viabilitat i conveniència.
Segons la mateixa sentència del cas Lasa-Zabala, en aquest document «es parla de les diverses possibilitats d'intervenció espanyola al sud de França, fins i tot assenyalant com més aconsellable el procediment consistent en la desaparició per segrest (nota de despatx de 6 de juliol de 1983)». L'escàndol va ser destapat pel diari "El Mundo" i molts anys després només va comportar dues sentències condemnatòries, dels 27 assassinats que s'atribuïxen als GAL, sent els condemnats posteriorment indultats.
El 2000, l'ex general de la Guàrdia Civil, Enrique Rodríguez Galindo, va ser condemnat pel tribunal Suprem a 75 anys de presó. També es va condemnar per aquest cas a l'exgovernador civil de Guipúscoa, José Julián Elgorriaga, i als ex comandaments de la Guàrdia Civil, Àngel Vaquer, Enrique Daurat i Felipe Bayo, com a autors, cadascun d'ells, de dos delictes de detenció il·legal i dos delictes d'assassinat. Rodríguez Galindo va estar solament tres anys a la presó i va complir la resta de la condemna en la seva casa a causa d'una suposada malaltia cardiaca.
Ricardo García Damborenea, llavors Secretari general del PSOE a Biscaia que havia mantingut dures polèmiques amb Xabier Arzalluz. va acabar admetent els fets, afirmant que no es penedeix del que va fer, declarant que dintre del context que es va iniciar la mateixa, la seva era l'única forma de resposta possible. Van ser molt polèmiques les seves afirmacions que Felipe González, llavors president de govern, havia estat en tot moment al corrent dels fets. La seva col·laboració amb la justícia, va fer que sortís de la presó, fins i tot abans que el citat Rodríguez Galindo o el mateix exministre José Barrionuevo. Posteriorment, va aparèixer en un míting electoral en la plaça de toros de Saragossa al costat de José María Aznar, llavors candidat a la presidència d'Espanya pel partit Popular, el que li va fer creditor de serioses crítiques en sectors de l'esquerra.
El PSOE sempre ha negat tota responsabilitat respecte als GAL, ha condemnat verbalment els seus crims i el seu llavors president, Felipe González, mai ha estat judicialment acusat per aquests fets. Gonzalez va referir: «Jo creo que no es pot dir que anés terrorisme d'Estat. Ho veig ara amb la perspectiva històrica. Si l'aparell de l'Estat hagués decidit eliminar-los, pot provocar altres problemes, però acaba per eliminar-los» (Documental La pilota basca). «Deixem-nos d'històries, perquè incidents com els que hi ha hagut a Espanya n'hi ha hagut en tots els països en els quals una activitat terrorista ha colpejat a la democràcia» (El País, 27/09/96).
Durant els anys de "guerra bruta" a més dels atemptats i segrests es va viure una tensió sense precedents al País Basc i Navarra i l'entorn d'ETA es va veure impulsat, juntament amb la crisi derivada de la reconversió industrial, l'atur…, pel que consideraven una evidència, llavors sempre negada per les autoritats, que el govern socialista estava darrere dels incidents, per a aquests sectors ETA passava a ser una víctima i els seus atemptats una resposta a les accions del Govern. Associacions cíviques com "Gesto por la Paz" van iniciar concentracions després de cada assassinat, fos reivindicat per ETA o pels GAL. L'"esquerra radical" s'agrupa entorn de la coalició política Herri Batasuna (HB), creant el seu propi mitjà d'expressió amb el, avui clausurat judicialment, periòdic "Egin".

### Rock radical basc
És aquesta època quan sorgeix l'etiquetatge "Rock Radical Basc" (RRV) i el "Moviment d'Alliberament Nacional Basc" (MLNV) acull sense objeccions als grups del RRV més afins amb les seves postures (Kortatu, Hertzainak, Barricada …); d'aquesta manera l'esquerra radical gaudeix d'una forma de relació i de comunicació amb la desencantada joventut basca, pel que no van dubtar en convertits en la seva bandera mediàtica, si bé no tots els grups musicals van acceptar aquest "tutelatge", rebel·lant-se obertament alguns d'ells, com "Eskorbuto", que van continuar amb la seva particular ideologia "anti-sistema" rebutjant la ideologia política nacionalista, sota la influència del punk que havia inspirat a gran part del RRV.
La base política de l'autoanomenada "esquerra abertzale" des de llavors amb més força es va sumar al moviment "anti" i va reivindicar valors com el feminisme, l'ecologia, el pacifisme antimilitarista, l'objecció de consciència. Altres autors per la seva banda, minimitzen la influència del MNLV en el RRV, al·ludint que aquests grups eren molt més "hedonistes" que polítics. La recien aconseguida "llibertat d'expressió" era un concepte tan ampli que va emparar algunes lletres musicals que avui dia serien prohibides per enaltiment i apologia del terrorisme, però que en el seu moment ningú va gosar a qüestionar per a no ser titllat de antidemòcrata o franquista, la majoria dels grups d'aquesta ideologia van evolucionar cap a l'autocensura i postures molt més moderades.

### L'escissió d'Eusko Alkartasuna
El 1986 té lloc l'escissió més gran en la història del PNB i el lehendakari d'origen navarrès, Carlos Garaikoetxea, funda al setembre un nou partit, Eusko Alkartasuna, que, malgrat els governs de coalició en els quals ha format part amb el PNB, segueix escindit avui en dia. Les raons de la separació en bloc dels jeltzales, segons alguns, a més de l'enfrontament personal entre Xabier Arzalluz i Garaikoetxea i altres qüestions de lluita de poder intern, fou la polèmica sorgida per una diferent concepció del repartiment de poder entre les institucions comunes de l'autonomia basca (Govern i Parlament) i les forals (Juntes Generals i Diputacions) que va configurar la nova "Llei de Territoris Històrics" i, més concretament, segons altres autors, les raons cal buscar-les en la negativa dels peneuvistes navarresos i en menor mesura guipuscoans, a donar suport un govern de la dreta a Navarra, rebent a canvi certes contraprestacions polítiques en altres territoris. El PNB es va esfondrar en Navarra i els seus electes van passar a formar part del nou partit, obtenint el PNB a les següents eleccions de 1987 solament el 0,98% dels vots a Navarra, enfront del 7,1% dels vots d'EA en aquest territori.
En les autonòmiques anteriors a l'escissió d'EA, el PNB va assolir l'adhesió del 28,47% del cens electoral a Euskadi, però en les següents autonòmiques de 1986, el PNB va obtenir el 16,34% del cens i EA, el 10,91%; en 1998 el PNB arribaria al 19,23% i EA descendiria al 5,96%. En les eleccions basques de 1987 a les quals es va presentar EA, va obtenir 35 junteros en les tres províncies del País Basc, enfront dels 32 de PSE-EE (PSOE), HB o PNB. Va rebre el vot de 190.136 electors (un 17,79%) i va anar la primera força en Guipúscoa, amb 16 junteros, i Àlaba, amb 12. A Biscaia, bressol del partit matriu, no va tenir tanta força i va anar la quarta força política amb 7 junteros. Va obtenir així mateix 442 regidors en les eleccions municipals del mateix any, amb un vot de 193.197 electors (18,05%) i va governar tant els ajuntaments de Vitòria i Sant Sebastià, com la Diputació Foral de Guipúscoa. En 1988 el PNB arribaria al 19,23% i EA descendiria al 5,96% i per això el PNB va poder coalitzar-se amb la seva pròpia escissió per a les eleccions de 1989.

### Els pactes entre partits
El PNB seria un dels impulsors del Pacte de Madrid de 5 de novembre de 1987, subscrit pel PSOE, AP, CDS, CIU, PNB, PDP, PL, PCE i EE, pel qual se sol·licitava al Govern Basc que assumís «el lideratge en la desaparició de la violència i el terrorisme, i en la consecució definitiva de la pau»; dites partides es pronunciaven a favor de la derogació de la llei antiterrorista. Assumint aquest lideratge el PNB va promoure altre pacte de gran importància que seria el Pacte d'Ajuria Enea subscrit per la totalitat de partits polítics representats al Parlament Basc, llevat d'Herri Batasuna, el 12 de gener de 1988. signat el 12 de gener de 1988 per AP, CDS, EE, PNB, PSOE i per José Antonio Ardanza com a lehendakari del Govern basc; l'acord es decidia a impulsar en la seva integritat l'Estatut de Gernika, intensificar les relacions de la C.A.V. amb Navarra, instava a ETA a renunciar a la via armada i a HB a reprendre la seva activitat parlamentària legitimant-la com a opció política, protegia les polítiques de reinserció dels "penedits", els processos de diàleg si existís una intenció seriosa per part d'ETA d'abandonar les armes, donava suport també la derogació de la Llei Antiterrorista i reiterava el suport a les víctimes del terrorisme.

### El Pla Ardanza
Des de l'escissió, de 1986 a 1998, Jose Antonio Ardanza va ser el Lehendakari basc, amb un perfil clarament autonomista, governant amb el Partit Socialista d'Euskadi. En cap dels anteriors pactes que propugnaven el diàleg s'havia comptat amb ETA o el seu entorn, el MNLV, pel que les opcions reals de pacificació es trobaven molt reduïdes; així almenys ho considerava el llavors lehendakari, José Antonio Ardanza, que, en març de 1988 interpretant els acords anteriorment esmentats, va presentar a la Taula d'Ajuria Enea el "Pla Ardanza", un document que proposava un diàleg "sense condicions prèvies i sense límits de resultats" i exclusivament entre partits prèvia absència de violència d'ETA i tenint constància inequívoca que ETA volgués abandonar la violència. El document va ser donat suport per tots els partits membres de la Taula, excepte PP i PSOE que no acceptaven modificacions constitucionals.
El pla, considerat el testament polític d'Ardanza que es retirava de la política, va ser molt criticat en el seu moment sent lloat posteriorment per la seva moderació i consistia en una reflexió sobre la situació d'ETA i HB en aquest moment, considerava que la via policial no havia aconseguit cap resultat i la via política no funcionava si s'aïllava a HB, per això, proposava una forma de solucionar el "conflicte": 
- Deixar la resolució dialogada del conflicte en mans dels partits representatius de la societat basca. *Fer propis els acords que aquells puguin arribar a les institucions basques.
- Incorporar els acords a l'ordenament jurídic amb la finalitat de què puguin resultar operatius.

El pla va ser presentat davant els membres de la Taula d'Ajuria però no va obtenir el suport de la resta de partits. Molt aviat van sorgir les divergències entre els signants d'Ajuria Enea i es va redactar un altre document el 7 d'octubre de 1988, que no va ser signat ni pel PNB, ni per EA, conegut com a "Pacte de Navarra", en el qual es contenien les idees del d'Ajuria Enea, però s'emfatitzava especialment en la condemna de les activitats terroristes i el menyspreu que generaven en la societat.

### L'Òrgan Comú Basc-Navarrès (1995)
Un objectiu del nacionalisme basc ha estat sempre la reunificació dels territoris que avui dia estan dividits entre Espanya i França, sent Navarra un d'aquests "territoris històrics". La mateixa constitució espanyola, malgrat que prohibeix la unió o federació de comunitats autònomes, fa una excepció en la seva disposició transitòria quarta, i regula un procediment per al cas que Navarra decideixi unir-se al País Basc, encara que mai s'ha proposat formalment exercir dita dreta. Els dirigents polítics PP i UPN han sol·licitat repetidament la derogació d'aquesta disposició. Durant el tripartit PSN-CDN-EA de 1995 es va engegar l'Òrgan Comú Permanent entre ambdues regions però no va arribar a formalitzar-se després de la dimissió del president navarrès per escàndol de corrupció.

### La primera legislatura d'Aznar (1996)
El govern del PSOE no va poder resistir els nombrosos escàndols de corrupció (Roldan, Filesa …), la destapada Guerra bruta del GAL… i el 1996 les eleccions generals van donar com a resultat la victòria per majoria simple del PP, que li obligava a arribar a acords amb els partits nacionalistes de PNB i CiU. El PNB va donar la investidura com a president del popular José María Aznar aconseguint una millora del concert econòmic i la matisació de la política antiterrorista dels populars. Com a resultat, les Hisendes dels territoris històrics de la CAV van aconseguir una capacitat normativa i recaptatòria pràcticament plena sobre tots els impostos, excepte l'IVA. A més fruit d'aquest acord d'investidura es va aprovar, en la sessió del dia 26 de novembre de 1998, del Ple del Congrés de Diputats per 184 vots a favor, 133 en contra i 4 abstencions, l'articulat definitiu de la Llei 43/1998, de 15 de desembre, de restitució o compensació als partits polítics de béns i drets confiscats en aplicació de la normativa sobre responsabilitats polítiques del període 1936-1939.
La V Legislatura va ser l'última presidida per José Antonio Ardanza, ja que va decidir deixar la primera línia política i no presentar-se a la reelecció. Gràcies al seu èxit amb negociador en la renovació del Concert Econòmic basc i al suport de Xabier Arzalluz, màxim dirigent del PNB com a president de l'Euzkadi Buru Batzar, l'Assemblea Nacional del PNB va designar a Juan José Ibarretxe com a candidat a Lehendakari en les eleccions autonòmiques del 25 d'octubre de 1998, seguint la tradició del PNB en el qual la presidència del partit i la màxima representació institucional estan separades.

### Pacte d'Estella (1998)
El 1998 va tenir lloc el Pacte d'Estella (Lizarrako Akordioa), en el qual el front "nacionalista" es va consagrar amb la signatura de l'acord signat el 12 de setembre de 1998 per PNB, EA, HB, Izquierda Unida, Partit Carlista d'Euskal Herria, Batzarre, set sindicats i nou organitzacions socials i promulgava el diàleg i la negociació política com única solució al "conflicte", invocant com referent l'"Acord de Divendres Sant" ("Acord de Stormont") a Irlanda del Nord a l'abril de 1998. Segons Manuel Vázquez Montalbán els signants d'Estella estaven "Convençuts de la paràlisi política que afectava el PP i al PSOE en el tractament del problema basc i que el PP depenia de les ajudes del PNB en el Parlament espanyol, els signants de Lizarra van forçar la rosca del sobiranisme i van plantejar amb tota claredat l'objectiu de l'autodeterminació i d'una negociació política amb ETA".
La signatura d'aquest pacte va impulsar la treva d'ETA de 1998 i els posteriors fallits contactes del Govern del Partit Popular presidit per José María Aznar amb l'organització terrorista. No obstant això, el 21 de gener del 2000 ETA va tornar a assassinar. No va haver-hi condemna per part d'Herri Batasuna, la qual cosa va produir l'extinció de la col·laboració propiciada pel pacte d'Estella. Les eleccions autonòmiques de 1998 es van celebrar poc després que ETA declarés una treva «total i indefinida» (18 de setembre de 1998), paral·lelament a la signatura, sis dies abans, del Pacte d'Estella, acordat per diverses organitzacions polítiques i socials del País Basc, entre els quals es trobaven tots els partits i sindicats nacionalistes bascos i també Izquierda Unida (IU). La participació en les eleccions va ser molt alta i es va acostar fins al 70% i el PNB va guanyar amb el 27,28% dels vots emesos, perdent un dels 22 escons que tenia. Va augmentar els seus vots però en augmentar també la participació va descendir un percentatge de dos punts. Però aquestes eleccions van constituir un èxit electoral per als dos pols oposats PP i Euskal Herritarrok (EH), que era la plataforma electoral constituïda el 25 d'octubre de 1998 per Herri Batasuna i altres organitzacions de l'esquerra abertzale i va obtenir 14 escons. Poc després el president Aznar anunciava els citats contactes amb ETA.

### La il·legalització de l'esquerra abertzale
El juny de l'any 1998 el jutjat d'instrucció número 5 de l'Audiència Nacional d'Espanya va emprendre el Sumari 18/98, una persecució de l'«entramat d'ETA» sota la consigna de todo es ETA, amb què perseguia la desarticulació de persones i entitats que es considerava que donaven suport econòmic o difonien les directrius estratègiques de l'organització armada. La vista va durar setze mesos i va ser la més llarga celebrada fins aquell moment contra l'independentisme basc i va consolidar la concepció de l'existència d'un «terrorisme sense armes o terrorisme pacífic» sense una sola referència a atemptats, ni a armes o explosius, ni a actuacions violentes de cap tipus. Vuit empreses privades i l'Alfabetatze eta Euskalduntze Koordinakundea, l'associació per l'ensenyament de l'èuscar, van ser intervingudes judicialment, s'il·legalitzaren les entitats polítiques Koordinadora Abertzale Sozialista, Ekin i Xaki, i es clausuraren dos mitjans de comunicació, el diari Egin i l'emissora Egin Irratia. També va ser detingut el periodista Pepe Rei i va ser clausurada la revista Ardi Beltza, sota l'acusació que l'activitat de la revista era facilitar la selecció d'objectius per a ETA.
ETA va trencar l'alto el foc el 27 de novembre de 1999, acusant el PNB i EA d'haver incomplert un suposat acord, negat pels responsables del PNB i EA, al qual haurien arribat el juny del 1998, abans de la signatura del Pacte de Lizarra. Després de la represa dels actes terroristes, l'esquerra nacionalista que dona suport a ETA retrocedí novament a la seva franja de vots habitual, mentre un nou partit s'escindeix de Batasuna sorgint Aralar, que condemna la violència etarra i el Tribunal Suprem comença una sèrie de processos contra diverses organitzacions relacionades amb l'entramat terrorista, per pertinença o col·laboració amb ETA. S'il·legalitza Batasuna, provat segons el Tribunal Suprem d'Espanya que la creació d'aquest partit polític va ser "un fet instrumental per part de l'organització terrorista ETA", sense haver-se condemnat als seus dirigents per aquest motiu pel qual avui dia poden realitzar, i realitzen, actes polítics i donar rodes de premsa a títol individual.

## Segle XXI

### El Pla Ibarretxe (2002)
En compliment del seu programa electoral, el Govern Basc va proposar una reforma de l'estatut d'autonomia del País Basc, amb el nom d'Estatut Polític de la Comunitat d'Euskadi, més conegut pel nom del seu promotor. El Pla Ibarretxe, amb una proposta sobiranista basada en la «lliure associació» entre el País Basc i Espanya, la sobirania compartida i el dret d'autodeterminació, es presentava com una tercera via entre les postures anomenades constitucionalistes del PP i el PSE-EE (PSOE) i l'independentisme d'EH i ETA. La proposta es definia com una «proposta de pacte polític que es materialitza en un nou model de relació amb l'Estat espanyol, basat en la lliure associació i compatible amb les possibilitats de desenvolupament d'un estat compost, plurinacional i asimètric», la qual desbordava el marc constitucional tal com existia en aquest moment, en plantejar la creació d'un nou marc jurídic en la pràctica totalitat de les competències estarien en mans de les institucions del País Basc, deixant a l'Estat espanyol unes funcions merament residuals.
Les principals forces polítiques espanyoles van considerar que el pla violava tant en els procediments, com en els continguts, el marc de la Constitució Espanyola. Per a poder entrar en vigor, la proposta, en ser una reforma d'un estatut d'autonomia, havia de ser aprovada per majoria absoluta en el Parlament Basc i posteriorment ser admesa a tràmit en el Congrés dels Diputats espanyol, per a després ser tramitat en el mateix Congrés i en el Senat mitjançant llei orgànica. Ibarretxe també va declarar que, en cas que la proposta fos paralitzada en les Corts espanyoles, convocaria un referèndum al País Basc perquè els bascs poguessin decidir el seu futur. Com resposta, el 28 de novembre de 2004, el govern de José María Aznar va aprovar afegir al Codi Penal un article pel qual es considerava un delicte castigat amb penes d'entre tres a cinc anys de presó i entre sis a deu anys d'inhabilitació absoluta el qual un càrrec públic convoqués eleccions o referèndums sense l'autorització de les Corts. La reforma va ser tramitada ràpidament i aprovada com una esmena del Partit Popular a la Llei Orgànica d'Arbitratge, amb els únics vots a favor del PP. La resta dels grups parlamentaris del Congrés dels Diputats va fer una plantada i es va abstenir de votar. La reforma va entrar en vigor el 23 de desembre.
Tant PSOE com PP van criticar durament la proposta del lehendakari per considerar-la excessivament nacionalista. El Pla Ibarretxe va passar el primer tràmit, sent aprovat per majoria absoluta (39 vots de 75) en el Parlament Basc el 30 de desembre de 2004. (govern tripartit PNB-EA-IU (36 escons) i 3 dels 6 parlamentaris de Sozialista Abertzaleak (SA), els hereus de la il·legalitzada Batasuna (els altres tres parlamentaris abertzales van votar en contra, el setè, Josu Urrutikoetxea, es trobava fugit de la justícia) Però el pla va ser rebutjat en el Congrés dels Diputats per la majoria PP-PSOE-IU i retornat a Vitòria. Avui dia no hi ha indicis de moviment per a la redacció d'un nou estatut. El rebuig del Congrés de Diputats va dur al Lehendakari Ibarretxe a convocar eleccions per al 17 d'abril de 2005, amb la intenció que es tractés d'un vot plebiscitari amb relació a la proposta.

### El Govern del PSOE (2004)
El PSOE es va imposar en les eleccions celebrades el 14 de març de 2004, pocs dies després dels atemptats d'Al-Qaeda en Madrid i el líder socialista, José Luis Rodríguez Zapatero, va assumir la presidència del Govern, manifestant tenir un nou "tarannà". Mariano Rajoy, substitut d'Aznar en la direcció dels populars va encapçalar una dura oposició, que va resultar inicialment poc fructífera, tenint en compte que la resta de partits es va posicionar contra les seves iniciatives polítiques, especialment en matèria antiterrorista. Així, enfront del diàleg amb ETA promulgat per tot l'arc parlamentari, els populars i les seves associacions afins (Fòrum Ermua, AVT) van organitzar nombroses manifestacions contra el Govern, especialment davant la proximitat de les eleccions de maig de 2007, al·ludint que ETA estava darrere de l'atemptat de Madrid de l'11 de març de 2004 i, posteriorment, contra les converses del Govern amb ETA, aconseguint amb aquest missatge retallar distàncies amb el PSOE.

### La Constitució europea (2005)
El text de la Constitució Europea (CE) va ser ratificat en referèndum però País Basc i Navarra van ser les regions on el 'No' va tenir un major respatller, en aconseguir un 33,66% i un 29,22% respectivament. El País Basc va ser la comunitat autònoma que va registrar un major percentatge de rebutjos a la Constitució Europea (33,66%), malgrat que PNB, PSOE i PP demanaven el 'Si'. Guipúscoa va ser la província que va encapçalar el 'No' amb un 40,77%, seguida de Biscaia, amb el 30,79% i Àlaba, amb el 29,56%. A més, el 62,61% de suports al text europeu va ser inferior al 69,12% que va registrar el 1978 la Constitució Espanyola. En la localitat guipuscoana d'Orexa, el 91,84% dels votants es va oposar al tractat. La segona comunitat amb major rebuig a la Constitució Europea va ser Navarra amb un 29,22% de paperetes pel 'No', gairebé 12 punts més que la mitjana nacional. L'aprovació del tractat en Navarresa en aquest referèndum era donada suport per UPN, PSN, CDN i PNB, mentre que IUN-NEB, Aralar i EA defensaven el rebuig al text.

### La treva d'ETA de 2006
La VII Legislatura basca ha estat marcada, no obstant això, pel procés de negociació entre el Govern espanyol i ETA per a aconseguir la fi de la violència i la dissolució de l'organització terrorista. El PNB ha adoptat un perfil discret de suport al Govern espanyol, en el qual el protagonisme ha recaigut fonamentalment en el president del Euzkadi Buru Batzar, Josu Jon Imaz i no en el Lehendakari Ibarretxe. Després de la declaració de treva per part d'ETA, Juan José Ibarretxe va demanar la derogació de la Llei de Partits espanyola, al mateix temps que va portar a terme una roda de contactes amb tots els partits bascos (incloent-hi a la il·legalitzada Batasuna, amb els representants de la qual Arnaldo Otegi, Juan José Petrikorena i Pernando Barrena es va reunir el 19 d'abril en el palau d'Ajuria Enea, seu del Govern Basc). Per això, el Fòrum Ermua va presentar una querella i el Tribunal Superior de Justícia del País Basc li va imputar un presumpte delicte de desobediència en reunir-se amb la il·legalitzada Batasuna.

### Les eleccions de maig de 2007
En el País Basc, es va trencar la ja tradicional aliança electoral entre PNB i EA, ja que EA, després d'un complicat procés intern va decidir concórrer en solitari als comicis. Per contra, la majoria dels partits nacionalistes presents en Navarra (PNB, EA i Aralar) es van unir amb sectors independents i amb el partit "Batzarre" (d'esquerra federalista) en una coalició denominada "Nafarroa Bai", que defensava el dret dels navarresos a decidir el seu futur. Dita partida es va presentar per primera vegada en el mapa polític navarrès en les eleccions generals del 2004 i es va configurar com la tercera força política navarresa aconseguint 60.645 vots i una diputada en el Congrés, Uxue Barkos. L'anomenada "esquerra abertzale" amb l'excepció d'EHAK-PCTV al País Basc, es trobava il·legalitzada judicialment i va intentar concórrer als comicis com Abertzale Sozialisten Batasuna, però després de ser il·legalitzada aquesta formació, es van presentar sota les sigles de l'històric partit ANV, les llistes del qual van ser parcialment il·legalitzades, podent presentar-se en molts ajuntaments, però impedint la seva participació en les eleccions al parlament foral navarrès. El 2009, l'esquerra i la dreta espanyoles s'uneixen al Parlament basc per formar un govern proespanyol i expulsen el PNB del govern basc aprofitant la il·legalització de l'esquerra abertzale. Però a les eleccions del 2012 el PNB recupera el govern basc, amb Urkullu com a president, gràcies a la legalització i posterior entrada de Bildu al Parlament com a segona força.

#### Navarra
A Navarra el govern d'UPN- CDN, representants tradicionals del navarrisme-espanyolista, havia portat a terme una política de tendència anti-basquista durant tota la legislatura, oposant-se frontalment al truncat procés de pau iniciat pels socialistes i precisament per aquest motiu, les eleccions navarreses municipals i forals de 27 de maig de 2007, van ser objecte d'atent seguiment per part de l'opinió pública estatal, atès que des del PP s'assenyalava que Navarra havia estat part de les cessions del govern socialista a ETA. En aquest ambient de crispació i expectació, atès que les enquestes preelectorals llançaven resultats diversos, UPN va aconseguir el seu record de vots, fregant la majoria absoluta, copant el Govern de Navarra i l'Ajuntament de Pamplona gràcies al suport del PSN, que va adoptar aquesta decisió obligat pels seus dirigents de Ferraz. Nafarroa Bai va ascendir a la segona posició obtenint ajuntaments importants i basant el seu vot a Pamplona i comarca, gràcies entre altres motius, a la popularitat d'Uxue Barkos i CDN i Izquierda Unida veuen molt reduït el seu espai electoral en favor del vot útil. A causa de les convulsions del PSN, una enquesta postelectoral publicada pel diari "El Mundo", predeia un nou augment de Nabai a costa del PSN, arribant fins al 33% de l'electorat. ANV va obtenir gairebé 95.000 vots en les candidatures que no van ser impugnades (73.000 al País Basc i 22.000 a Navarra) aconseguint 337 regidors al País Basc i 100 a Navarra. ANV va poder presentar llistes a les Juntes Generals d'Àlaba i Biscaia, però no a Guipúscoa, aconseguint en total 28.128 vots. D'ells, 13.113 a Àlaba, el que es va traduir en 4 junteros, i 15.015 a Biscaia, amb un juntero, ja que solament va poder presentar-se a les Encartaciones. A Guipúscoa el vot nul fou del 21,6%, i ANV va reivindicar 12 junteros. En el Parlament de Navarra, els vots nuls van ser 18.285, pel que la formació va reivindicar 2 diputats.

#### País Basc
En la Comunitat Autònoma del País Basc, "Ezker Batua Berdeak" va passar dels setanta i tants regidors de la passada legislatura municipal als 99 en aquestes eleccions i la col·lació Ezker Batua Berdeak – Aralar ha arribat als 136 regidors, passant de 10 a 12 junteros.